# Andreas Kempe
Andreas Kempe (* 1622 in Västergötland, Schweden; † 1689 in Hamburg) war ein schwedischer Philosoph und Philologe des 17. Jahrhunderts.

## Leben
Bekannt ist Andreas Kempe vor allem für sein Werk Die Sprachen des Paradises (1688). In der im 17. Jahrhundert recht ausgeprägt geführten wissenschaftlichen Diskussion über die „ursprüngliche Sprache“, die auch von Gott gesprochen wird und bis zur Babylonischen Sprachverwirrung die einzige Sprache in der Welt war, veröffentlichte Kempe sein Werk, eine Parodie, in der während eines bierseligen Festes eine Diskussion über die Sprache aufkam, die im Paradies gesprochen wurde. Entgegen der vielfach geäußerten Meinung hält der Hauptcharakter, Simon Simplex, Schwedisch für die göttliche Sprache. Kempe folgte damit der damals in Schweden vorherrschenden Meinung, die auf Genesis 10:5 basierte, wo in manchen Übersetzungen von den „Inseln der Heiden“ die Rede ist, was als Verweis auf die skandinavischen Länder interpretiert wurde.
Gleichwohl parodiert der Autor diese seiner Auffassung nach wohl überhebliche Lehrmeinung, indem er die ebenfalls vorherrschenden Vorurteile der größeren skandinavischen Länder gegeneinander aufnimmt und Adam (als Gott deutlich untergeordnet) Dänisch als Sprache zuordnet. Die Schlange hingegen, die Eva verführt, soll Französisch gesprochen haben, da die französische Sprache „den ganzen Körper in einer Weise bewegt, dass selbst der klügste Mensch davon getäuscht werden kann“.

## Werke
- Die Schwedische Standarte erhöhet. Hamburg, 1683.
- Die Sprachen des Paradises. Hamburg, 1688.
- Israëls erfreuliche Botschaft. Hamburg, 1688